# ویلیام فیلو
ویلیام فیلو (انگلیسی: William Philo; ۱۷ فوریهٔ ۱۸۸۲ – ۷ ژوئیهٔ ۱۹۱۶) بوکسور اهل پادشاهی متحد بریتانیای کبیر و ایرلند بود.